# 黄草岭乡
黄草岭乡，是中华人民共和国云南省红河哈尼族彝族自治州元阳县下辖的一个乡镇级行政单位。

## 行政区划
黄草岭乡下辖以下地区：
堕碑村、哈更村、河顺村、大排村、南林村、依东村、树皮村、哈马村、堕谷村、堕铁村、龙塘村和河堤村。